# 기원전 32년

## 연호
- 전한(前漢) 건시(建始) 원년

## 기년
- 전한(前漢) 성제(成帝) 원년
- 신라(新羅) 혁거세 거서간(赫居世居西干) 26년
- 고구려(高句麗) 동명성왕(東明聖王) 6년

## 사건
- 고구려의 오이와 부분노가 동명성왕의 명령을 받아 태백산 동남쪽의 행인국을 정벌하다.
- 신라 박혁거세 거서간이 금성에 궁궐을 세우다.[1]

## 참고 문헌
- 김부식 (1145). 〈권제1 혁거세 거서간 條〉. 《삼국사기》.